# 曹化淳
曹化淳（1589年—1662年），字如，號止虛子，順天府通州武清縣王慶坨（今屬天津市）人，明代崇禎朝宦官。

## 生平
生於萬曆十七年（1589年）十二月初四日，家境寒微，十二歲淨身入宮，接受良好教育，詩文書畫，無一不精，深受司禮監太監王安賞識，并成為其門人。後入信王府陪侍五皇孫朱由檢，極受寵信。1628年朱由檢繼帝位，是為崇禎帝，曹化淳負責處理魏忠賢時的冤案，平反昭雪兩千餘件。
崇禎十七年（1644年），李自成由居庸關進迫北京城，擔任居庸關守關太監杜之秩銜李自成命令回紫禁城向曹化淳說降，談判破裂。三月十八日下午三時，曹化淳開彰義門（廣安門）投降，農民軍立即進佔外城。當晚崇禎帝自縊於煤山山腰下。
另有一說，崇禎十七年（1644年）三月，曹化淳人根本不在北京城。崇禎十二年（1639年）二月，曹化淳告老還鄉，其時已鄉居六年。清兵入關後，楊博、楊時茂等分別上疏彈劾曹化淳“開門迎賊，賊入城，挺身侍從，今清入都，又復侍從，此賣國亂臣，雖萬斬不足服萬民心”。曹化淳極力上疏辯誣。曹化淳閱讀野史筆記，仍有“捏誣之語”，題寫《忽覩南来野史记内有捏诬语感怀》詩：“報國愚衷罔顧身，無端造誣自何人？家居六載還遭謗，并信從前史不真。”康熙元年（1662年）五月十四日去世，臨終前作《被诬遗嘱》及《感怀诗》，由後代傳抄，極力為自己辯誣。

## 逸聞
曹化淳的侄孙女嫁沧州张雪峰，生一女。张雪峰之女長大後嫁给河间纪家，生纪晓岚。《阅微草堂笔记》提到：“先外祖母言，曹化淳死，其家以前明玉帶殉。越數年，墓前恒見一白蛇。墓為水齧，棺壞朽，改葬之日，他珍物俱在，視玉帶則亡矣。”

## 亲属
- 曹化春（長兄）
- 曹化雨（次兄）
- 曹化富（三兄）
- 曹化勤（四兄）